# برونو بولشي
برونو بولشي (21 فبراير 1940 - 27 سبتمبر 2022)، هو لاعب كرة قدم إيطالي، مركز خط وسط، لعب مع نادي إنتر ميلان وهيلاس فيرونا وأتالانتا ونادي تورينو، بالإضافة إلى المنتخب الإيطالي. وهو أول لاعب يظهر على ملصق مطبوع طُبع في عام 1961.

## وفاته
توفي بمدينة فلورنسا في 27 سبتمبر 2022، عن عمر يناهز 82 عامًا 

## وصلات خارجية
برونو بولشي على موقع قاعدة بيانات كرة القدم.إي يو (الإنجليزية)
- برونو بولشي على موقع ناشيونال فوتبول تيمز (الإنجليزية)
- برونو بولشي على موقع عالم كرة القدم.نت (الإنجليزية)